# Josef Donabaum
Josef Donabaum (Bécs, 1861. július 1. – 1936. augusztus 28.) osztrák történész és könyvtáros.

## Életrajza
Tanulmányait a Bécsi Egyetemen végezte, ahol 1886-ban doktorált. 1883-1885 között az Institut für Österreichische Geschichtsforschung-ban tanult. 1888-ban lépett az egyetemi könyvtár szolgálatába, amelynek 1907-ben ő volt a kurátora. 1908-ban az udvari könyvtár (Hofbibliothek, 1920-óta nemzeti könyvtár) kijelölt alelnöke, majd igazgatója lett 1917-től 1922-es nyugdíjba vonulásáig.
1936. augusztus 28-án halt meg, a Bécsi Központi Temetőben temették el. 1957-ben Bécsben a Donabaumgasset róla nevezték el.